# Сантьягу-Майор (Каштелу-ди-Види)
Сантья́гу-Майо́р (порт. Santiago Maior) — район (фрегезия) в Португалии, входит в округ Порталегри. Является составной частью муниципалитета Каштелу-ди-Види. По старому административному делению входил в провинцию Алту-Алентежу. Входит в экономико-статистический субрегион Алту-Алентежу, который входит в Алентежу. Население составляет 426 человек на 2001 год. Занимает площадь 58,74 км².